# أسوكا كيشي
أسوكا كيشي (باليابانية: 岸 明日香) عارضة وممثلة وتارينتو يابانية، ولدت يوم 11 نيسان 1991 في محافظة أوساكا، ساكاي.